# Misery Business
"Misery Business" là đĩa đơn đầu tiên trích từ album phòng thu thứ 2 Riot! của nhóm nhạc rock Paramore. "Misery Business" cũng là music video thứ ba của Paramore được đạo diễn bởi Shane Drake, và video này được đề cử cho hạng mục Video xuất sắc nhất tại lễ trao giải Kerrang!Giải 2007, nhưng "This Ain't a Scene, It's an Arms Race" của Fall Out Boy đã đánh bại "Misery Business" để thắng giải tại hạng mục này.

## Danh sách bài hát
| Đĩa đơn CD tại Mỹ | Đĩa đơn CD tại Mỹ                   | Đĩa đơn CD tại Mỹ |
| STT               | Nhan đề                             | Thời lượng        |
| ----------------- | ----------------------------------- | ----------------- |
| 1.                | "Misery Business"                   | 3:18              |
| 2.                | "Stop This Song (Love Sick Melody)" | 3:23              |

| Đĩa đơn CD tại Úc | Đĩa đơn CD tại Úc                                | Đĩa đơn CD tại Úc |
| STT               | Nhan đề                                          | Thời lượng        |
| ----------------- | ------------------------------------------------ | ----------------- |
| 1.                | "Misery Business"                                | 3:18              |
| 2.                | "My Hero" (Electronic Mix) (Foo Fighters cover)) | 3:39              |
| 3.                | "Stop This Song (Love Sick Melody)"              | 3:23              |

| Vinyl 1 | Vinyl 1                                          | Vinyl 1    |
| STT     | Nhan đề                                          | Thời lượng |
| ------- | ------------------------------------------------ | ---------- |
| 1.      | "Misery Business"                                | 3:18       |
| 2.      | "My Hero" (Electronic Mix) (Foo Fighters cover)) | 3:39       |

| Vinyl 2 | Vinyl 2                | Vinyl 2    |
| STT     | Nhan đề                | Thời lượng |
| ------- | ---------------------- | ---------- |
| 1.      | "Misery Business"      | 3:18       |
| 2.      | "Sunday Bloody Sunday" | 4:20       |

| VinylDisc | VinylDisc         | VinylDisc  |
| STT       | Nhan đề           | Thời lượng |
| --------- | ----------------- | ---------- |
| 1.        | "Misery Business" |            |
| 2.        | "This Circle"     |            |

## Phát hành
| Quốc gia         | Ngày                | Phiên bản     |
| ---------------- | ------------------- | ------------- |
| Mỹ               | 10 tháng 7 năm 2007 | Chính thức    |
| Cộng hòa Ireland | 6 tháng 1 năm 2008  | Phát hành lại |
| Anh              | 6 tháng 1 năm 2008  | Phát hành lại |

## Xếp hạng
| Bảng xếp hạng (2007/2008)              | Vị thứ |
| -------------------------------------- | ------ |
| Australian Singles Chart               | 65     |
| Canadian Hot 100                       | 67     |
| German Singles Chart                   | 79     |
| Dutch Singles Chart                    | 28     |
| Peru Rock Chart                        | 26     |
| U.S. Billboard Hot 100                 | 26     |
| U.S. Billboard Pop 100                 | 16     |
| U.S. Billboard Hot Adult Top 40 Tracks | 31     |
| U.S. Billboard Hot Modern Rock Tracks  | 3      |
| UK Singles Chart                       | 17     |

## Chứng nhận
| Quốc gia (2008-2009) | Chứng nhận |
| -------------------- | ---------- |
| Anh                  | Bạch kim   |
| Mỹ                   | Bạch kim   |
| Úc                   | Bạch kim   |
| New Zealand          | Vàng       |